# Campari
Campari est une entreprise italienne, fondée à Milan en 1860, basée à Sesto San Giovanni, dans la province de Milan, produisant un amaro de couleur rouge vif, parfumé avec de l'écorce d'orange et diverses herbes aromatiques.

## Histoire
Les origines du Gruppo Campari remontent à 1860, avec la naissance de sa marque phare et de sa signature, la boisson apéritive rouge - Campari. Né en 1828, Gaspare Campari, l'inventeur de la recette, était le dixième enfant d'une famille d'agriculteurs. À 14 ans, il commence à travailler comme serveur et s'intéresse de près aux habitudes de consommation des gens, ce qui l'amène à créer le produit qui portera son nom. Il décide d'ouvrir son propre bar, qui connaît un tel succès qu'il en ouvre un autre au cœur de Milan, fabriquant ses propres cordiaux, liqueurs à la crème et amers. Le choix de son emplacement près du Duomo coïncide avec l'ouverture de la Galleria Vittorio Emanuele, contribuant à la renommée de son bar et de ses amers, alors appelés Bitter all'Uso d'Olanda, qui deviennent extrêmement populaires à l'époque.
En 1926, Davide, le fils de Gaspare, transforme l'entreprise en abandonnant la production de toutes les boissons autres qu'un Campari bitter et un Cordial Campari. Davide consacre son énergie considérable et sa détermination à faire connaître la marque dans le monde entier.
En 1932, Camparisoda, le premier apéritif en portion individuelle au monde, est lancé. La bouteille a été conçue par Fortunato Depero, l'un des plus célèbres artistes futuristes de l'époque. La bouteille emblématique, inchangée à ce jour, est devenue un symbole des objets de design « utilisables » au quotidien en Italie et dans le monde. Selon l'important magazine d'information italien La Domenica del corriere (« Le Courrier du dimanche »), le nouvel objet était « une véritable nouveauté et une merveille de la saison ». L'invention de Depero présentait de nombreuses caractéristiques très innovantes. C'est le premier produit unidose, il est prêt à être consommé et il contient le mélange parfait de Campari et de soda avant le dîner. Le design frappant de la bouteille ressemblait à un verre renversé.
Davide Campari décède en 1936 ; dix ans plus tard, l'entreprise s'est constituée en société sous le nom de Davide Campari-Milano S.p.A. L'entreprise est restée concentrée sur ce produit principal pendant la majeure partie du reste du siècle, même après que Domenico Garavoglia en a pris le contrôle dans les années 1970.
Le 8 avril 2009, Campari annonce le rachat du groupe Wild Turkey au groupe français Pernod Ricard pour 575 millions de dollars (433 millions d'euros), soit la plus grosse acquisition de son histoire. Avec Wild Turkey, Campari met la main sur la liqueur American Honey et des distilleries dans l'État du Kentucky. Le chiffre d'affaires de Campari sera aux deux tiers international.
En décembre 2012, Gruppo Campari annonce l'acquisition de Lascelles deMercado & Co. Limited, comprenant quatre marques : Appleton Estate, Appleton Special/White, Wray & Nephew et Coruba, la chaîne d'approvisionnement en amont correspondante et la société de distribution locale.
En 2014, Gruppo Campari annonce l'acquisition d'Averna, le deuxième amer le plus vendu d'Italie, pour 103,75 millions d'euros (143 millions de dollars). Le groupe Averna possède un portefeuille de marques premium, parmi lesquelles Braulio, un amer à base d'herbes, et Grappa Frattina, grâce à laquelle Campari est entré dans la catégorie des grappas. En mars 2014, Campari acquiert Forty Creek Distillery (FCD), une entreprise canadienne de whisky, pour 185,6 millions de dollars canadien, soit environ 170 millions de dollars américains.
En mars 2016, Campari acquiert Grand Marnier pour 684 millions d'euros. En juillet 2017, Campari annonce la vente de Carolans et d'Irish Mist pour 165 millions d'euros, à Heaven Hill Brands. En septembre 2019, Campari annonce l'acquisition de Rhumantilles, propriétaire des marques Trois Rivières, Duquesne et La Mauny, pour 60 millions de dollars.
En juin 2020, Campari annonce l'acquisition d'une participation de 49 % dans Tannico, une entreprise spécialisée dans la distribution en ligne de vin, pour 23,4 millions d'euros.
En mai 2022, Campari annonce l'acquisition de Picon pour 119 millions d'euros à Diageo.
En décembre 2023, Campari annonce l'acquisition de Courvoisier à Beam Suntory pour 1,2 milliard de dollars.
En avril 2024, Matteo Fantacchiotti succède à Bob Kunze-Concewitz au poste de PDG. Il démissionne néanmoins cinq mois plus tard, officiellement "pour raisons personnelles", peu après avoir évoqué lors d'une conférence avec des investisseurs la "faiblesse" de l'industrie des spiritueux, déclaration qui avait fait chuter le titre en bourse.
En décembre 2024, Campari annonce la nomination de Simon Hunt pour prendre la relève de Matteo Fantacchiotti au poste de PDG.

## Préparation

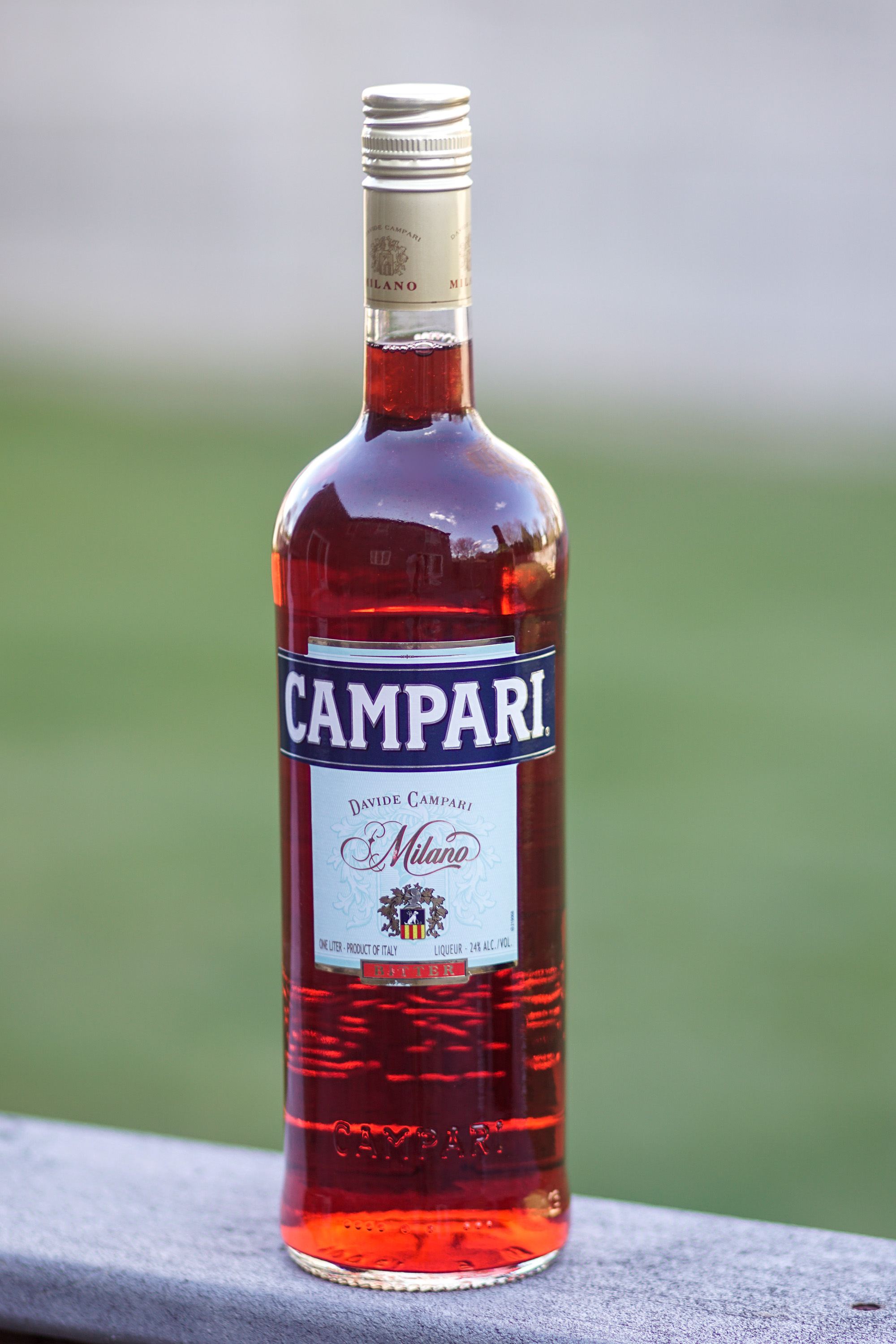
Bouteille de la boisson Campari.

Le Campari se boit en apéritif, sec ou sur des glaçons, avec ou sans une tranche d'orange. Cette boisson (alcoolisée) est utilisée dans divers cocktails, comme l'americano, le spritz ou le negroni ou simplement allongé d'un jus de fruits (orange, pamplemousse, pomelo).

## Campari soda
Pour continuer la synergie - initiée en 1932 par Fortunato Depero - entre la marque Campari et le monde de l'art, il est né en 2010 à la Triennale de Milan, Camparitivo, un espace d'art, de culture et de convivialité conçu par l'architecte et designer Matteo Ragni (prix Compasso d'Oro en 2001).

## Campagne publicitaire
Le slogan de la marque est « Red Passion » (passion rouge). La compagnie se démarque au niveau publicitaire en mettant en scène en 2005 deux protagonistes sinon transgenres, du moins travestis. Eva Mendes, Salma Hayek, Jessica Alba et Olga Kurylenko qui ont fait de sulfureuses publicités et posé pour le calendrier Campari.
En 2009, la boisson est remise à la mode par la chanteuse Lady Gaga, qui fit apparaître la bouteille dans le clip de sa chanson LoveGame, et également Hey Hey, où Campari est la guest star d'une trattoria new-yorkaise. Campari apparait aussi dans un vidéoclip des Pussycat Dolls (Hush Hush) et de Christina Aguilera (Candy Man).